# 民福陣線
民福陣線(英文：Demo-social Front)，前稱民福一二及民福60(英文：Demo-social 60)，為民主300+的成員之一，成立於2007年11月，並一直有參與選舉委員會界別分組選舉。

## 歷史

### 2006年：民福一二時期
2006年，民福陣線的前身—民福一二為了爭取2012年雙普選，派出11人參選2006年香港選舉委員會界別分組選舉，結果當中9人當選。

### 2011年：民福60時期
2011年香港選舉委員會界別分組選舉中，選委數目由800席增加至1200席，而社會福利界的選委數目亦由30席增至60席。
是屆選舉委員會界別分組選舉中，民福60一共派出32人競逐社會福利界的60個選委席位，結果其中29人當選。
2012年3月，民福60就2012年香港特別行政區行政長官選舉的投票取向同意泛民主派的看法，在首輪投票全投給何俊仁、白票或不投票，然後離場，表達對「小圈子選舉」的不滿。

### 2016年：民福陣線時期
2016年10月，「民福60」有意參選2016年香港選舉委員會界別分組選舉，起初仍沿用其於2011年時的舊稱，但後來改名為現稱—「民福陣線」，派出22人參選，並表明不投梁振英，不排除白票或提名及投票給泛民候選人。
結果「民福陣線」22人全數當選。

## 爭議

### 「民福陣線」成員被抺黑事件
2016年12月11日，在民主300+造勢大會上，民福陣線指接到選民收到資料，指部分選民收到一段WhatsApp信息，文末有這樣的一段抺黑該組織成員的話：
|  | 78號，87號，99號，傳聞民福陳麗華(註：應為陳麗雲)、陳清華、顏文雄其實已被統戰了, 係假非建制 |

民福陣線澄清該組織成員堅守民主300+的原則，反對人大「八三一」決定，以及落實雙普選。
|            | 我們絕對不會被統戰！ |
| ——民福陣線 |                      |

## 另見
- 2006年香港選舉委員會界別分組選舉
- 2011年香港選舉委員會界別分組選舉
- 2016年香港選舉委員會界別分組選舉
- 民主300+

## 備註
1. ↑  陳永健、黃玉明二人落選。
2. ↑  指2011年香港選舉委員會界別分組選舉
3. ↑  李允平、蘇細清、周耀康落選。
4. ↑  即《全国人民代表大会常务委员会关于香港特别行政区行政长官普选问题和2016年立法会产生办法的决定》。
5. ↑  即在行政長官選舉及立法會選舉推行普選。

## 外部連結

### 民福一二時期
- 民福一二的網頁[]

### 民福60時期
- 民福60所開設的博客（页面存档备份，存于）

### 民福陣線時期
- 民福陣線的Facebook專頁
- 民福陣線所開設的博客（页面存档备份，存于）